# Eduardo Solari
Eduardo Miguel Solari (Rosario, Provincia de Santa Fe, Argentina, 12 de octubre de 1950) es un exfutbolista y director técnico argentino que se desempeñó como volante de contención. Debutó profesionalmente en el Club Atlético Rosario Central, equipo con el que consiguió 2 campeonatos de Primera División en Argentina, en los años 1971 y 1973. Su rendimiento en el club canalla le permitió integrar la Selección de fútbol de Argentina en 1975. 
Entre sus etapas de jugador y de entrenador, se desenvolvió también como preparador físico en el Atlas de Guadalajara, en Junior de Barranquilla y en Newell's Old Boys de Rosario. 

## Vida personal y retiro del futbol
Es padre de los futbolistas Santiago Solari, Esteban Solari, David Solari, del contador Martín Solari y de la modelo Liz Solari y hermano menor del Indio Jorge Solari, con quien en 1975 fundó (junto a Luis Artime y a los hermanos Ermindo y Daniel Onega) el Club Renato Cesarini; uno de los más importantes de Argentina a nivel amateur, formador de grandes figuras como Fabián Cubero, Roberto Sensini, Andrés Guglielminpietro, Santiago Solari, Esteban Solari, David Solari Javier Mascherano, y Martín Demichelis, entre muchos otros.
Autor de los libros "Almácigos para fútbol profesional" (Editorial Amaluevi), "Cuatro letras", "Estrofas de cantina", "Perspectivas", "El último tren" (Editorial Círculo Rojo) y "Vagón de cola"  " Via libre" (Editorial Dunken).

## Clubes

### Como jugador
| Club                    | País      | Año       |
| ----------------------- | --------- | --------- |
| Rosario Central         | Argentina | 1966-1976 |
| Junior de Barranquilla  | Colombia  | 1977-1978 |
| Gimnasia y Esgrima (LP) | Argentina | 1978-1979 |
| Argentinos Juniors      | Argentina | 1980      |
| Atlético Tucumán        | Argentina | 1981      |
| Renato Cesarini         | Argentina | 1981      |

### Como entrenador
| Club                    | País           | Año       |
| ----------------------- | -------------- | --------- |
| Junior de Barranquilla  | Colombia       | 1986      |
| Gimnasia y Esgrima (LP) | Argentina      | 1987      |
| Estudiantes de La Plata | Argentina      | 1988-1990 |
| Tenerife                | España         | 1990      |
| Rosario Central         | Argentina      | 1992      |
| Racing Club             | Argentina      | 1993      |
| Estudiantes de La Plata | Argentina      | 1994      |
| Arabia Saudita          | Arabia Saudita | 1994      |
| Argentinos Juniors      | Argentina      | 1994      |
| Atlas                   | México         | 1995-1996 |
| Celaya                  | México         | 1996-1997 |
| Morelia                 | México         | 1997-1998 |
| Vélez Sarsfield         | Argentina      | 1998      |
| Estudiantes             | Argentina      | 2000      |
| Atlas                   | México         | 2001      |
| Monterrey               | México         | 1999 2002 |

## Palmarés

### Como jugador

#### Torneos locales
| Título           | Club                   | País      | Año  |
| ---------------- | ---------------------- | --------- | ---- |
| Primera División | Rosario Central        | Argentina | 1971 |
| Primera División | Rosario Central        | Argentina | 1973 |
| Primera División | Junior de Barranquilla | Colombia  | 1977 |